# Lada
Lada je bila v slovanski mitologiji boginja ljubezni, zakona in otrok. V nordijski mitologiji ji je vzporedna boginja Frigga.
Ime Lada je bilo uporabljeno za znamko vozil iz Rusije.